# Feria Musica
Feria Musica est une compagnie bruxelloise de cirque contemporain créée en 1995 par Philippe de Coen, trapéziste, Charandack Jacques, dresseur et cavalier voltigeur, et Benoît Louis, compositeur, portés par l’envie de mêler leurs arts et de les sortir de leur cadre ordinaire.

## Historique
Liaisons dangereuses, la première création de la compagnie, voit le jour dans le manège du château de Hermalle-sous-Huy avant d’être reprise en 1997 aux Halles de Schaerbeek à Bruxelles. Dans un univers de cordages, de fils et de filets, cette pièce revisite les grands thèmes du cirque au cours du voyage improbable de quelques naufragés tentant de défaire le nœud gordien de la vie.
Dès lors, la Compagnie se caractérise par son travail de recherche dans le mouvement du cirque contemporain, l’articulation entre la musique et l’acrobatie y trouve une place toute particulière. Entre impulsions réciproques et réponses inattendues, les univers sonore et visuel s’imbriquent, incarnés par un ensemble d’acrobates et de musiciens réunis pour un acte collectif, à l’image de Calcinculo, deuxième opus de la compagnie. Ce dernier met en scène la folie constructrice d’un groupe de bâtisseurs animés soudainement par un caprice architectural de poutres et de cordes.
Chaque spectacle naît d’une rencontre entre une équipe d’acrobates, des musiciens et un metteur en scène, homme de théâtre ou chorégraphe : Dirk Opstaele pour Liaisons dangereuses (1997) et Calcinculo (2000), Fatou Traoré pour Le Vertige du papillon (2004). Spectacle aérien et poétique, Le Vertige du papillon explore nos réactions face à la chute, en abordant la rencontre du cirque avec la danse, deux mondes aux nécessités contraires, l’un privilégiant l’ultime équilibre, l’autre le déséquilibre comme origine de tout mouvement.
Nourrie de rencontres et de voyages, la compagnie tisse une trame commune au fil de ses spectacles, chacun témoignant du goût obstiné de la compagnie pour les constructions monumentales et les aventures collectives, épiques comme utopiques.
Ballet de rage et de tendresse mis en mouvement par Mauro Paccagnella, Infundibulum est créé en octobre 2009. Il réunit 8 acrobates et 3 musiciens autour d’une scénographie monumentale, architecture de bois et de métal suspendue en fond de scène. Un langage acrobatique et chorégraphique singulier se dessine le long de ses pentes vertigineuses. Une série de tableaux, éléments de notre mémoire collective ou de nos inconscients subjectifs défile, sur le fil, entre réel et imaginaire, entre folie et fragilité. Par des détours inattendus, Infundibulum contourne le grandiose pour retourner à l’intime.